# Superspecie
La superspecie (termine coniato dal celebre biologo Ernst Mayr) è una categoria tassonomica di grado superiore alla specie che identifica un gruppo di due o più specie con distribuzione parapatrica. Spesso, ma non sempre, corrisponde al concetto di complesso di specie e viene usata per indicare la stretta relazione tra popolazioni di distinzione dubbia. Altro sinonimo con cui può essere confusa è quello di specie ad anello, cioè quelle specie che mostrano un gradiente di diversità (basso) tale per cui popolazioni adiacenti si riproducono tranquillamente ma le più distanti sono effettivamente isolate. Non va inoltre confusa con i complessi di specie criptici, dove esistono barriere alla riproduzione tra popolazioni ma scarse differenze morfologiche.